# Marco Audisio
Marco Audisio (Cittiglio, 29 luglio 1975) è un ex canottiere italiano.

## Biografia
La sua squadra di club è stata il Gruppo Sportivo Fiamme Gialle.
Ha rappresentato l'Italia ai Giochi olimpici estivi di Atlanta 1996, dove si è classificato 8º nel 2 di coppia pesi leggeri, con Michelangelo Crispi.